# Aizawl
Aizawl (tiếng Mizo: /ˈʌɪ̯.ˈzɔːl/ ⓘ) là thủ phủ của bang Mizoram, Ấn Độ. Với dân số 293.416, đây là thành phố lớn nhất bang. Đây cũng trung tâm hành chính, nơi đặt trụ sở tất cả các cơ quan chính quyền, hội đồng bang và văn phòng điều hành.

## Khí hậu
| Dữ liệu khí hậu của Aizawl        | Dữ liệu khí hậu của Aizawl | Dữ liệu khí hậu của Aizawl | Dữ liệu khí hậu của Aizawl | Dữ liệu khí hậu của Aizawl | Dữ liệu khí hậu của Aizawl | Dữ liệu khí hậu của Aizawl | Dữ liệu khí hậu của Aizawl | Dữ liệu khí hậu của Aizawl | Dữ liệu khí hậu của Aizawl | Dữ liệu khí hậu của Aizawl | Dữ liệu khí hậu của Aizawl | Dữ liệu khí hậu của Aizawl | Dữ liệu khí hậu của Aizawl |
| Tháng                             | 1                          | 2                          | 3                          | 4                          | 5                          | 6                          | 7                          | 8                          | 9                          | 10                         | 11                         | 12                         | Năm                        |
| --------------------------------- | -------------------------- | -------------------------- | -------------------------- | -------------------------- | -------------------------- | -------------------------- | -------------------------- | -------------------------- | -------------------------- | -------------------------- | -------------------------- | -------------------------- | -------------------------- |
| Cao kỉ lục °C (°F)                | 29.5 (85.1)                | 33.8 (92.8)                | 34.6 (94.3)                | 35.5 (95.9)                | 34.2 (93.6)                | 33.6 (92.5)                | 33.2 (91.8)                | 32.2 (90.0)                | 32.7 (90.9)                | 33.1 (91.6)                | 32.8 (91.0)                | 28.5 (83.3)                | 35.5 (95.9)                |
| Trung bình ngày tối đa °C (°F)    | 23.4 (74.1)                | 24.4 (75.9)                | 27.6 (81.7)                | 28.7 (83.7)                | 28.0 (82.4)                | 27.1 (80.8)                | 26.8 (80.2)                | 27.5 (81.5)                | 27.2 (81.0)                | 27.2 (81.0)                | 26.9 (80.4)                | 23.5 (74.3)                | 26.4 (79.5)                |
| Tối thiểu trung bình ngày °C (°F) | 11.7 (53.1)                | 13.3 (55.9)                | 16.5 (61.7)                | 17.7 (63.9)                | 19.1 (66.4)                | 19.9 (67.8)                | 20.0 (68.0)                | 20.4 (68.7)                | 19.9 (67.8)                | 19.1 (66.4)                | 16.2 (61.2)                | 12.9 (55.2)                | 17.2 (63.0)                |
| Thấp kỉ lục °C (°F)               | 6.1 (43.0)                 | 7.3 (45.1)                 | 9.6 (49.3)                 | 11.7 (53.1)                | 12.2 (54.0)                | 15.2 (59.4)                | 12.0 (53.6)                | 16.2 (61.2)                | 16.7 (62.1)                | 13.5 (56.3)                | 10.0 (50.0)                | 8.0 (46.4)                 | 6.1 (43.0)                 |
| Lượng mưa trung bình mm (inches)  | 9.2 (0.36)                 | 24.6 (0.97)                | 81.3 (3.20)                | 150.6 (5.93)               | 306.1 (12.05)              | 284.7 (11.21)              | 329.1 (12.96)              | 338.7 (13.33)              | 321.1 (12.64)              | 176.8 (6.96)               | 52.1 (2.05)                | 15.9 (0.63)                | 2.092 (82.36)              |
| Số ngày mưa trung bình            | 0.7                        | 2.1                        | 4.3                        | 8.2                        | 13.6                       | 17.0                       | 18.7                       | 19.0                       | 14.9                       | 9.5                        | 2.7                        | 0.9                        | 111.4                      |
| Nguồn: Cục Khí tượng Ấn Độ        |                            |                            |                            |                            |                            |                            |                            |                            |                            |                            |                            |                            |                            |